# Conquer
«Conquista» —título original en inglés: «Conquer»— es el décimo sexto y último episodio de la quinta temporada de la serie de televisión The Walking Dead. Se estrenó el 29 de marzo de 2015, tanto como en Estados Unidos y Latinoamérica por las cadenas Fox y AMC. Fue dirigido por Greg Nicotero y en el guion estuvieron a cargo Seth Hoffman y Scott M. Gimple.
Varias historias recurrentes culminan en el episodio: los residentes de la zona segura de Alexandria deciden qué hacer con Rick Grimes (Andrew Lincoln) después de su arrebato en el episodio anterior; Glenn Rhee (Steven Yeun) entran en conflicto con Nicholas (Michael Traynor); y Sasha Williams (Sonequa Martin-Green) y el padre Gabriel Stokes (Seth Gilliam) confrontan sus demonios. Mientras tanto, Daryl Dixon (Norman Reedus) y Aaron (Ross Marquand) encuentran problemas de una amenaza potencial durante una carrera, y Morgan Jones (Lennie James) finaliza su búsqueda hacía Rick.
Al igual que el episodio piloto y el el episodio estreno de la segunda temporada, el episodio se emitió en un intervalo de tiempo de 90 minutos, en comparación con su habitual 60- intervalo de tiempo mínimo.
Los comentaristas de televisión elogiaron la progresión del personaje, su narración de cuentos, la dirección de Nicotero, el guion de Gimple y Hoffman y las actuaciones del conjunto. Muchos destacaron las actuaciones de Andrew Lincoln y Lennie James, así como la progresión del personaje de Carol Peletier. Tras su transmisión, atrajo a 15,8 millones de espectadores con una calificación de 8,28 a 8,2, por lo que es el final de temporada más visto en el programa y el drama en la historia básica del cable.
Este episodio marca las últimas apariciones del elenco recurrente Corey Bill (Pete Anderson) y Steve Coulter (Reg Monroe), ya que sus personajes mueren al final del episodio.

## Argumento
Una mañana, Morgan Jones (Lennie James) elabora café en su campamento cuando un hombre (Benedict Samuel) con una "W" escrita en su frente se acerca y lo detiene a punta de pistola. Él explica que él y su grupo, los Lobos, están persiguiendo a otros supervivientes y eliminándolos. Morgan ofrece sus suministros a cambio de que lo suelten, pero el lobo se niega. El Lobo lo comienza a atacar pero Morgan lo esquiva. Otro Lobo intenta emboscarlo y los golpea a los dos con su bastón dejándolos inconscientes. En Alexandría, Rick (Andrew Lincoln) recupera la conciencia después de ser noqueado por Michonne (Danai Gurira) y se le informa que Pete (Corey Brill) se ha separado de Jessie (Alexandra Breckenridge) y Deanna (Tovah Feldshuh) está organizando una asamblea para decidir si Rick debería ser exiliado. Maggie (Lauren Cohan) intenta hablar con Deanna, pero no tiene éxito. Más tarde Rick admite a Michonne que él y Carol (Melissa McBride) robaron armas de la armería e intentan devolver el arma, pero Michonne dice que no lo habría detenido, y que ella noqueó fuera Rick para protegerlo a él, no a Alexandría.
Mientras tanto, Carol visita a Pete y le pide que revise a Tara (Alanna Masterson), quien aún está herida. Cuando él se niega, Carol saca un cuchillo y lo amenaza, diciendo que ella puede salirse con la suya en defensa propia, Pete tiene un ataque de nervios. Abraham Ford (Michael Cudlitz) visita a Tara y habla con Eugene Porter (Josh McDermitt), y se disculpan por las cosas que sucedieron en el camino. Finalmente, Tara se despierta mientras Rosita Espinosa (Christian Serratos) la está mirando. Fuera de las paredes, Sasha (Sonequa Martin-Green) entierra un grupo de caminantes que ella había matado. Sin embargo, aún emocionalmente inestable, ella va a la tumba y se echa encima de la pila de cadáveres, mientras tanto, Daryl Dixon (Norman Reedus) y Aaron (Ross Marquand) encuentran a un superviviente con un poncho rojo (Jason Alexander Davis) en el bosque, pero pierden la pista de él, y decide recoger suministros de un camión de comida. Sin embargo, desencadenaron una trampa que desata una horda de caminantes y se ven obligados a refugiarse dentro de un automóvil. Morgan llega y Daryl y Aaron pueden escapar. Aaron invita a Morgan a Alexandría, pero Morgan declina, preguntando en su lugar por direcciones y les muestra el mapa que recogió en la iglesia. Esa noche, los dos lobos que Morgan encontró anteriormente trajeron al superviviente con el poncho rojo a la ubicación, solo para descubrir que su trampa y le cortaron la garganta. Al reiniciar la trampa, los Lobos encuentran la manada caída de Aaron, que contiene evidencia de la existencia de Alexandría.
En otra parte, Glenn (Steven Yeun) ve a Nicholas (Michael Traynor) trepando por la pared y lo sigue al bosque. Mientras lo rastrea, Nicholas le dispara y hiere a Glenn. Glenn escapa y ataca a Nicholas cuando su atención se centra en un caminante solitario. Se produce una lucha y Nicholas sale corriendo, dejando a Glenn para defenderse de los caminantes que atrajeron. Mientras Nicholas se mueve durante la noche, Glenn lo alcanza y lo sostiene a punta de pistola. Nicholas suplica por su vida, y Glenn a regañadientes lo perdona. Más tarde, el Padre Gabriel (Seth Gilliam) sale de las murallas, desarmado. Encuentra a un caminante comiendo a un hombre y se acerca, ofreciéndose al caminante, pero termina matando tanto al caminante como al agonizante. Al regresar a Alexandría, Gabriel deja la puerta principal entreabierta. Sasha va a la iglesia y le pide ayuda a Gabriel, pero él le dice que no puede ayudarla. Sasha admite que quiere morir, y Gabriel, en un ataque de ira, culpa a Bob Stookey y Tyreese Williams de sus pecados. Se produce una lucha y Sasha detiene a Gabriel a punta de pistola. Gabriel le dice que le dispare, pero Maggie llega y la detiene. Maggie escucha la confesión de Gabriel que dejó morir a su congregación y lo ayuda a levantarse.
De camino a la reunión, Rick nota que la puerta de entrada está abierta. Él la cierra y sigue un rastro de sangre para encontrar caminantes entre las casas. En la reunión, Michonne, Carol, Abraham y Maggie hablan en defensa de Rick, mientras que Deanna revela las afirmaciones de Gabriel. Rick llega con un cadáver de un caminante, diciendo que las paredes por sí solas no son suficientes para mantener seguros a los residentes que hay que prepararse para luchar y que el estaría dispuesto a enseñarles como defenderse la comunidad convencida sobre el discurso de Rick. Acto seguido aparece un Pete ebrio aparece empuñando la katana de Michonne, proclamando enojado que Rick no pertenece a Alexandría mientras intenta asesinarlo. Reg intenta detener a Pete, pero Pete aleja a Reg y accidentalmente le abre la garganta con la katana, por lo que Abraham lo inmoviliza después. A petición de Deanna, Rick ejecuta a Pete. Él levanta la vista y descubre que Daryl y Aaron han regresado con Morgan, quien fue testigo de la ejecución. En una escena poscréditos, Michonne contempla su katana.

## Producción
"Conquer" fue coescrito por el productor ejecutivo y escritor de la serie Scott M. Gimple y coproductor ejecutivo Seth Hoffman. Fue dirigido por el productor ejecutivo y supervisor de efectos especiales Greg Nicotero.
El episodio presentó a Lennie James como Morgan Jones prominentemente, su quinta aparición en la serie de televisión. Esto marca su tercera aparición en la quinta temporada, tras las dos breves apariciones como cameo en las escenas poscrédito de "No Sanctuary" y "Coda", which showed Morgan en el camino después de abandonar su base en el episodio de la tercera temporada" Clear ". El tema que se escucha en la escena en la que Los Lobos utilizan para volver a meter a todos los caminantes dentro de los camiones es un cover de Brian Wilson canción de 1988 "Love and Mercy". Fue grabada por Gazelle Twin específicamente para el episodio
Este episodio marcan las últimas apariciones y a la vez las salidas de los actores recurrentes Corey Bill (Pete Anderson) y Steve Coulter (Reg Monroe) debido a que sus personajes son asesinados durante la última etapa del episodio.

## Recepción

### Audiencia
Tras la transmisión, el episodio fue visto por 15.8 millones de televidentes estadounidenses con una calificación de 18-49 de 8.2, un aumento en la audiencia del episodio anterior que tuvo 13.757 millones de espectadores con una calificación de entre 18 y 49 de 7.0. Esto hizo que el episodio fuera la temporada más alta final en la historia del programa, superando la final de la temporada pasada, que tuvo una calificación de 7.6 18-49. Incluyendo la audiencia de DVR, el episodio fue visto por 21.43 millones de espectadores con una calificación de 11.1 de 18-49.

### Recepción crítica

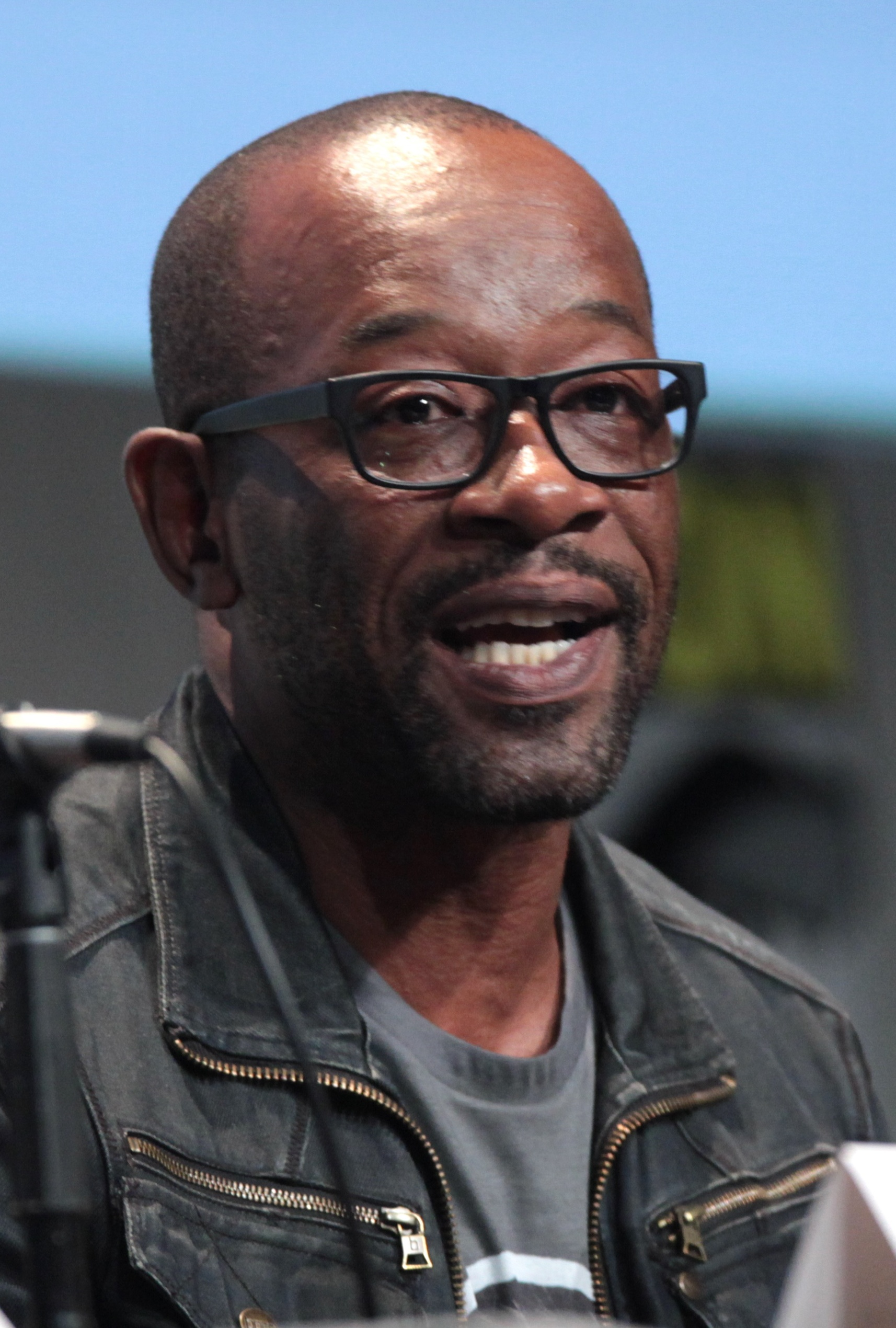
Lennie James quien interpreta a Morgan Jones recibió muy buenas críticas durante el episodio de final de temporada

"Conquer" recibió elogios de la crítica. Los críticos elogiaron la reintroducción de Lennie James como Morgan Jones en la historia principal. Otros críticos felicitaron las actuaciones de James, así como Andrew Lincoln y Tovah Feldshuh, así como el guion. Las escenas que involucran a Seth Gilliam, Sonequa Martin-Green y Steven Yeun fueron señaladas como destacadas. La dirección de Greg Nicotero fue elogiada, y muchos de ellos elogiaron la toma de Sasha acostada en una manada de caminantes en un cementerio, así como la escena que involucra a  Daryl y Aaron escondidos en un auto rodeado de cientos de zombis. Para "Den of Geek!", Ron Hogan dijo: "Nicotero lo ha estado matando, literal y figurativamente, esta temporada y este episodio de duración de película brillantemente concebido es un testimonio de sus habilidades detrás de la cámara". También sintió que las actuaciones de los actores fueron un punto fuerte en el episodio, diciendo que "todos levantan su juego", y señaló que la serie "nunca ha sido mejor" en su quinta temporada.
Algunos continuaron evaluando la quinta temporada como la más fuerte. Escribiendo para "Variety" Laura Prudom señaló que "posiblemente [...] The Walking Dead tiene mejor [temporada] todavía, impulsado por compulsivos hilos de historias y dinámicas de personajes fascinantes", como comentó sobre el episodio en su totalidad diciendo:" El peso de tantos arcos de historias en competencia ciertamente trajo una calidad sin aliento al final, similar a Juego de Tronos y el conjunto extenso de ese exitoso espectáculo, cada personaje probablemente obtuvo cinco minutos acumulativos de tiempo de pantalla mientras el guionista Scott Gimple trabajó para atar múltiples cabos sueltos". También declaró que la presencia de Morgan dominó el episodio.
Escribiendo para "The Guardian" Bryan Moylan lo declaró "un final de temporada que lo tuvo todo". Él dijo: "En estilo bravura, este impactante final de temporada mostró a Rick confrontando a la gente de Alexandría, y preparó perfectamente una temporada seis muy espeluznante". Elogió el final con "la acción cortando [...] entre cuatro confrontaciones de vida o muerte. Rick estaba luchando contra los tres zombis que habían entrado en Alejandría; Sasha estaba defendiéndose de Gabriel; Glenn estaba golpeando a los mocos. Nicholas, y Carol, Michonne y el resto del grupo estaban defendiendo a Rick de Deanna ". Él evaluó "Y eso es lo que hace que este espectáculo sea tan bueno. Resolvió todas las historias que había estado haciendo malabares durante toda la temporada, pero no sin cierta ambigüedad moral y emocional. Y nos llevó tiempo dirigirnos hacia lo que podemos esperar cuando el programa regresa. Hay una resolución, pero aún hay una condena inminente. Nunca hay descanso en The Walking Dead, y no puedo esperar a que regrese.
Erik Kain para "Forbes" elogió el episodio, infiriendo que es impredecible y "uno de los episodios más tensos y ansiosos de The Walking Dead". Tanto "TheWrap" como "Us Weekly" sintieron que el final de la temporada produjo un clímax explosivo y lleno de acción.